# Leprosy
A Leprosy az amerikai Death együttes második nagylemeze, amely 1988-ban jelent meg. A Leprosy lemez volt Scott Burns hangmérnök első munkája, és a korong hangzása utat mutatott az újabb death metal és grindcore csapatok számára az 1980-as években. Habár a lemezborítón Terry Butler volt feltüntetve basszusgitárosként, mégsem játszott az albumon. Az összes basszustémát, az előző nagylemezhez hasonlóan, Chuck Schuldiner játszotta fel.
A címadó dalt a brit Akercocke dolgozta fel 2007-es Antichrist albumán, míg a Pull the Plug c. dalt a holland Callenish Circle tette fel 2002-es Flesh Power Dominion albumára.

## Az album dalai
1. "Leprosy" – 6:19
2. "Born Dead" – 3:25
3. "Forgotten Past" – 4:33
4. "Left to Die" – 4:35
5. "Pull the Plug"  – 4:25
6. "Open Casket" – 4:53
7. "Primitive Ways" – 4:20
8. "Choke on It" – 5:54

2008-as kiadás bónuszai:
1. "Open Casket" (élő)
2. "Choke on It" (élő)
3. "Left to Die" (élő)
4. "Pull the Plug" (élő)
5. "Forgotten Past" (élő)

## Közreműködők
- Chuck Schuldiner – gitár, basszusgitár, ének
- Rick Rozz – gitár
- Bill Andrews – dob

## Külső hivatkozások
- Leprosy – Lyrics